# Денисов, Юрий Михайлович
Денисов Юрий Михайлович (13 марта 1925, Ленинград— 20 января 2001, Санкт-Петербург) — искусствовед, историк архитектуры, педагог, градозащитник. Знаток русской архитектуры XVIII столетия.

## Биография
Родился в Ленинграде. В 1950 году окончил с отличием Институт живописи, скульптуры и архитектуры им. И. Е. Репина (ИЖСА). Диплом был написан под руководством профессора Г. Г. Гримма по теме архитектуры строящихся московских высоток.
1949—1954 гг. — научный сотрудник Государственной инспекции по охране памятников Ленинграда.
1954—1958 гг. — научный сотрудник отдела архитектуры, затем старший научный сотрудник, заведующий отделом графики и заведующий отделом выставок Музея Академии Художеств.
1958—1959 гг. — старший редактор Государственного издательства литературы по строительству, архитектуре и строительным материалам, Госстрой СССР. Позднее редактор издательства Аврора.
В 1960-е годы — аспирант ЛИСИ. Занимался изучением творчества Ф. Б. Растрелли. Впервые составил полный иллюстрированный научный каталог произведений архитектора, вступительную статью к которому написал А. Н. Петров.
В 1963 году участвовал в организации масштабной выставки в Эрмитаже собрания архитектурных чертежей петербургских зданий первой половины XVIII века, привезенного из Национального музея в Стокгольме и на тот момент получившего название «коллекции Берхгольца». Предварительный каталог шведского собрания, составленный его другом, шведским исследователем Бьерном Халльстремом, обнаружившим и атрибутировавшим эти чертежи, был отредактирован, расширен и дополнен Ю. М. Денисовым.
С риском для жизни с группой единомышленников проводил обмеры и фотофиксацию подготовленной к сносу церкви Спаса-на Сенной. Полученные материалы в дальнейшем легли в основу проекта Д. Бутырина по воссозданию храма.
В 1970-е годы возглавлял группу архитекторов, подготовившую осуществлённый проект научной реставрации здания Меншиковского дворца, а также вместе со студентами-искусствоведами проводил археологические исследования в Летнем саду и Сампсониевском соборе.
1962—1990 гг. — преподавал курсы по истории архитектуры (европейской, русской, советской, Востока) на кафедре истории искусства истфака Ленинградского государственного университета. При чтении курсов по дореволюционному периоду, как в университете, так и в многочисленных публичных лекциях, намеренно избегал наименований советского времени. Объясняя это принципами исторической объективности, он сознательно увлекал слушателей в мир иной (несоветской) исторической реальности, чем по мере сил способствовал формированию образа и осознанию уникальности явления «Старого Петербурга» в профессиональной среде и широких кругах ленинградской и московской интеллигенции.
Среди его учеников многие петербургские исследователи и градозащитники, в том числе А. А. Ковалёв, Д. А. Бутырин, Б. М. Кириков, Е. Я. Кальницкая и др.
В 1990-е годы преподавал на кафедре теории и истории архитектуры и искусства Училища имени В. Мухиной и в Русском христианском гуманитарном институте.
В 1990-е гг. — член научного совета Комитета по охране памятников истории и культуры, член градостроительного совета Комитета по градостроительству и архитектуре, член Президиума Общества охраны памятников истории и культуры, член Союза архитекторов России, главный консультант Русского музея по дворцам, член научно-методического совета общества «Знание».
Будучи членом градостроительного совета Комитета по градостроительству и архитектуре, Денисов активно участвовал в полемике по поводу сохранения, защиты и реставрации памятников Петербурга, включения города как единого ансамбля в Список Всемирного наследия ЮНЕСКО.
20 января 2001 г. скончался за рабочим столом в момент работы над книгой о Мариинском дворце. Похоронен на Северном кладбище в Петербурге.

## Память
В 2004 г. Г.Каганов посвятил 2-е издание своей монографии «Санкт-Петербург: образы пространства» светлой памяти Ю. М. Денисова.
В 2025 г. в честь столетия Ю. М. Денисова в СПбГУ прошла научно-практическая конференция «Памяти Ю. М. Денисова (1925—2001): проблемы изучения и сохранения исторического Петербурга» и был запущен сайт.

## Семья
Согласно семейному преданию, семья Денисовых, имеющая старообрядческие корни, восходит к роду Андрея Денисова князя Мышецкого.
Ю. М. Денисов был трижды женат и все три его супруги были искусствоведами: первая жена ‒ реставратор Тамара Бургазлиева, вторая жена ‒ исследователь русского авангарда Алла Повелихина. Третья жена — до 2001 г. — сотрудник Эрмитажа Елена Станюкович, дочь К. В. Станюковича.
Дочь от этого брака — историк искусства Екатерина Станюкович-Денисова (Барышникова).

## Избранная библиография
- Денисов Ю. Усадьба XVIII века на Петергофской дороге // Архитектурное наследство. 1953. № 4. С. 149—155.
- Денисов Ю. М. Собрание чертежей архитектора В. Растрелли в Варшаве (научный отчет о командировке) // Вопросы архитектуры. Теория, история и практика советского зодчества. Доклады XX научной конференции (февр. 1962 г.), 1962.
- Денисов Ю. М., Петров А. Н. Зодчий Растрелли: Материалы к изучению творчества. Л.: Гос. изд-во литературы по строительству, архитектуре и строит. материалам, 1963.
- Денисов Ю. М., Лебедев Г. С., Воинов В. С. Отчет об архитектурно-археологических исследованиях в Сампсониевском соборе на Выборгской стороне. — Л., 1974//Архив Комитета по государственному контролю, использованию и охране памятников истории и культуры (Архив КГИОП). Н-1868.
- Денисов Ю. М. Панорама Невского проспекта 40-х годов XVIII в. Приложение к изданию «Панорама Невского проспекта». Текст и публикация И. Котельниковой. — Л., 1974.
- Денисов Ю. М. Архитектор Франческо Бартоломео Растрелли. (Методика проектирования и строительная практика). Автореферат диссертации на соискание ученой степени кандидата искусствоведения. — Л, 1975.
- Воинов В. С., Денисов Ю. М., Лебедев Г. С. В память о русской славе. Реставрация собора на Выборгской стороне // Строительство и архитектура Ленинграда. 1975. № 9. — С. 40-42.
- Денисов Ю. М., Трубинов Ю. В., Михайлов Г. В., Галочкин В. К. Ключ к воссозданию памятника // Строительство и архитектура Ленинграда. — Л., 1978. № 5.
- Гордин А. М., Денисов Ю. М. и др. Город глазами художников. Петербург-Петроград-Ленинград в произведениях живописи и графики. — Л., 1978.
- Денисов Ю. М. Исчезнувшие дворцы//Эрмитаж. История строительства и архитектура зданий. — Л., 1989. — С. 17-54
- Денисов Ю. М. Новый каменный Зимний дворец Елизаветы Петровны // Эрмитаж. История строительства и архитектура зданий. — Л, 1989. — С. 55-92.
- Денисов Ю. М. Скульптура в собрании герцога Лейхтенбергского в Мариинском дворце // Проблемы развития зарубежного и русского искусства. Российская академия художеств. — СПб., 1995. — С. 62-65
- Барышникова Е. Ю., Денисов Ю. М. Верхняя и Нижняя набережные — панорама европейской архитектуры // Европа-Петербург. Изучение, реставрация и реновация памятников архитектуры. Материалы международных конференций 1992—1996. — СПб., 1997. — С. 54-57.
- Архитектор Растрелли о своих творениях. Материалы деятельности мастера. Автор З. Батовский. Сост. Ю. М. Денисов. — СПб., 2000.
- Мариинский дворец: Фотоальбом / Фот. Н. Беркетов и др.; Авт.-сост.: Ю. Денисов, Е. Барышникова. — СПб.: Судостроение, 2001.
- Денисов Ю. М. Петербург и Трезини // Швейцарцы в Петербурге. — СПб., 2002.